# Bernarda Pera
Bernarda Pera (Zadar, 3 december 1994) is een tennisspeelster uit Kroatië die sinds 2013 uitkomt voor de Verenigde Staten van Amerika. Pera begon met tennis toen zij vijf jaar oud was. Haar favoriete ondergrond is hardcourt. Zij speelt linkshandig en heeft een tweehandige backhand. Zij is actief in het internationale tennis sinds 2009.

## Loopbaan
In 2009 speelde Pera haar eerste ITF-toernooi op het dubbelspel, in Dubrovnik (Kroatië), met landgenote Neda Koprčina. In 2011 speelde Pera haar eerste ITF-enkelspeltoernooi in Landisville, Pennsylvania (VS). In 2014 had zij haar grandslamdebuut op het dubbelspeltoernooi van het US Open.
Op het Australian Open 2018, waar zij als lucky loser de hoofdtabel had gehaald, versloeg Pera de Britse Johanna Konta, die op dat moment de nummer tien van de wereld was. In april 2018 kwam zij binnen in de top 100 van de WTA-ranglijst.
Op Roland Garros 2021 bereikte Pera de halve finale op het dubbelspel, samen met de Poolse Magda Linette. Daarmee kwam zij ook in deze discipline binnen in de top 100. In oktober trad zij toe tot de top 50 van het dubbelspel.
Pera stond in 2022 voor het eerst in een WTA-finale, op het toernooi van Melbourne, samen met de Tsjechische Kateřina Siniaková – hier veroverde zij haar eerste titel, door het koppel Mayar Sherif (Egypte) en Tereza Martincová (Tsjechië) te verslaan. In mei bereikte zij haar eerste enkelspelfinale, in Karlsruhe – de Egyptische was nu te sterk. In juli veroverde Pera haar eerste WTA-enkelspeltitel, op het toernooi van Boedapest, door de Servische Aleksandra Krunić te verslaan. De week erna volgde de tweede, in Hamburg. In augustus bereikte zij de enkelspelfinale in Concord – daarmee betrad zij de top 50 van de wereldranglijst nu ook in het enkelspel.
Op het enkelspel van Roland Garros 2023 bereikte Pera de vierde ronde, beter dan haar vorige grandslamresultaten.

## Posities op deWTA-ranglijst
Positie per einde seizoen:
| jaar | rang enkelspel | rang dubbelspel |
| ---- | -------------- | --------------- |
| 2011 | 1031           | –               |
| 2012 | 646            | –               |
| 2013 | 361            | 635             |
| 2014 | 348            | 378             |
| 2015 | 255            | 252             |
| 2016 | 318            | 299             |
| 2017 | 127            | 399             |
| 2018 | 68             | 923             |
| 2019 | 65             | 279             |
| 2020 | 61             | 147             |
| 2021 | 93             | 51              |
| 2022 | 44             | 97              |
| 2023 | 68             | 72              |

## Resultaten grandslamtoernooien
| Legenda | Legenda                          |
| ------- | -------------------------------- |
| g.t.    | geen toernooi gehouden           |
| l.c.    | lagere categorie                 |
| –       | niet deelgenomen                 |
| G       | uitgeschakeld in de groepsfase   |
| 1R      | uitgeschakeld in de eerste ronde |
| 2R      | uitgeschakeld in de tweede ronde |
| 3R      | uitgeschakeld in de derde ronde  |
| 4R      | uitgeschakeld in de vierde ronde |
| KF      | uitgeschakeld in de kwartfinale  |
| HF      | uitgeschakeld in de halve finale |
| F       | de finale verloren               |
| W       | het toernooi gewonnen            |
| w-v     | winst/verlies-balans             |

### Enkelspel
| toernooi        | 2018 | 2019 | 2020 | 2021 | 2022 | 2023 | 2024 |
| --------------- | ---- | ---- | ---- | ---- | ---- | ---- | ---- |
| Australian Open | 3R   | 1R   | 1R   | 2R   | 2R   | 3R   | 1R   |
| Roland Garros   | 2R   | 1R   | 2R   | 1R   | 1R   | 4R   | 2R   |
| Wimbledon       | 1R   | 1R   | g.t. | 1R   | 1R   | 1R   |      |
| US Open         | 2R   | 1R   | 2R   | 1R   | 1R   | 3R   |      |

### Vrouwendubbelspel
| toernooi        | 2014 |    | 2018 | 2019 | 2020 | 2021 | 2022 | 2023 | 2024 |
| --------------- | ---- | -- | ---- | ---- | ---- | ---- | ---- | ---- | ---- |
| Australian Open | –    | –  | 1R   | 2R   | 3R   | 3R   | 1R   | –    |      |
| Roland Garros   | –    | –  | –    | 1R   | HF   | 1R   | 1R   | 2R   |      |
| Wimbledon       | –    | 1R | 1R   | g.t. | 1R   | 1R   | 2R   |      |      |
| US Open         | 1R   | 1R | 3R   | 1R   | 2R   | 3R   | KF   |      |      |

### Gemengd dubbelspel
| toernooi        | 2022 | 2023 |
| --------------- | ---- | ---- |
| Australian Open | 2R   | –    |
| Roland Garros   | 1R   | –    |
| Wimbledon       | –    | 2R   |
| US Open         | 2R   | –    |

## Palmares
| Legenda                 |
| ----------------------- |
| Grandslamtoernooi       |
| Olympische Spelen       |
| Year-End Championships  |
| Premier Mandatory       |
| Premier Five / WTA 1000 |
| Premier / WTA 500       |
| International / WTA 250 |
| Challenger / WTA 125    |

### WTA-finaleplaatsen enkelspel
| nr.              | finale     | toernooi      | ondergrond | tegenstandster    | score         |         |
| ---------------- | ---------- | ------------- | ---------- | ----------------- | ------------- | ------- |
| gewonnen finales |            |               |            |                   |               |         |
| 1.               | 2022-07-17 | WTA Boedapest | gravel     | Aleksandra Krunić | 6-3, 6-3      | details |
| 2.               | 2022-07-23 | WTA Hamburg   | gravel     | Anett Kontaveit   | 6-2, 6-4      | details |
| verloren finales |            |               |            |                   |               |         |
| 1.               | 2022-05-15 | WTA Karlsruhe | gravel     | Mayar Sherif      | 2-6, 4-6      | details |
| 2.               | 2022-08-14 | WTA Concord   | hardcourt  | Coco Vandeweghe   | 3-6, 7-5, 4-6 | details |
| 3.               | 2024-06-23 | WTA Gaiba     | gras       | Alycia Parks      | 3-6, 1-6      | details |

### WTA-finaleplaatsen vrouwendubbelspel
| nr.              | finale     | toernooi      | ondergrond | partner            | tegenstandsters                | score            |         |
| ---------------- | ---------- | ------------- | ---------- | ------------------ | ------------------------------ | ---------------- | ------- |
| gewonnen finales |            |               |            |                    |                                |                  |         |
| 1.               | 2022-01-09 | WTA Melbourne | hardcourt  | Kateřina Siniaková | Tereza Martincová Mayar Sherif | 6-2, 6-7, [10-5] | details |
| verloren finales |            |               |            |                    |                                |                  |         |
| geen             |            |               |            |                    |                                |                  |         |